# Dialetti trentini

L'aquila di San Venceslao, simbolo storico del Trentino

I dialetti trentini o tridentini sono le parlate romanze di transizione fra la lingua lombarda e la lingua veneta con influenze ladine e tedesche ; diffuse in Trentino, nella Bassa Atesina e nelle isole linguistiche di Štivor in Bosnia, e nei comuni brasiliani di Piracicaba, nello stato di San Paolo,, a Nova Trento, Botuverá, Rodeio, Rio dos Cedros nello stato di Santa Catarina, dove viene denominato dialèt tirolés.

## Storia

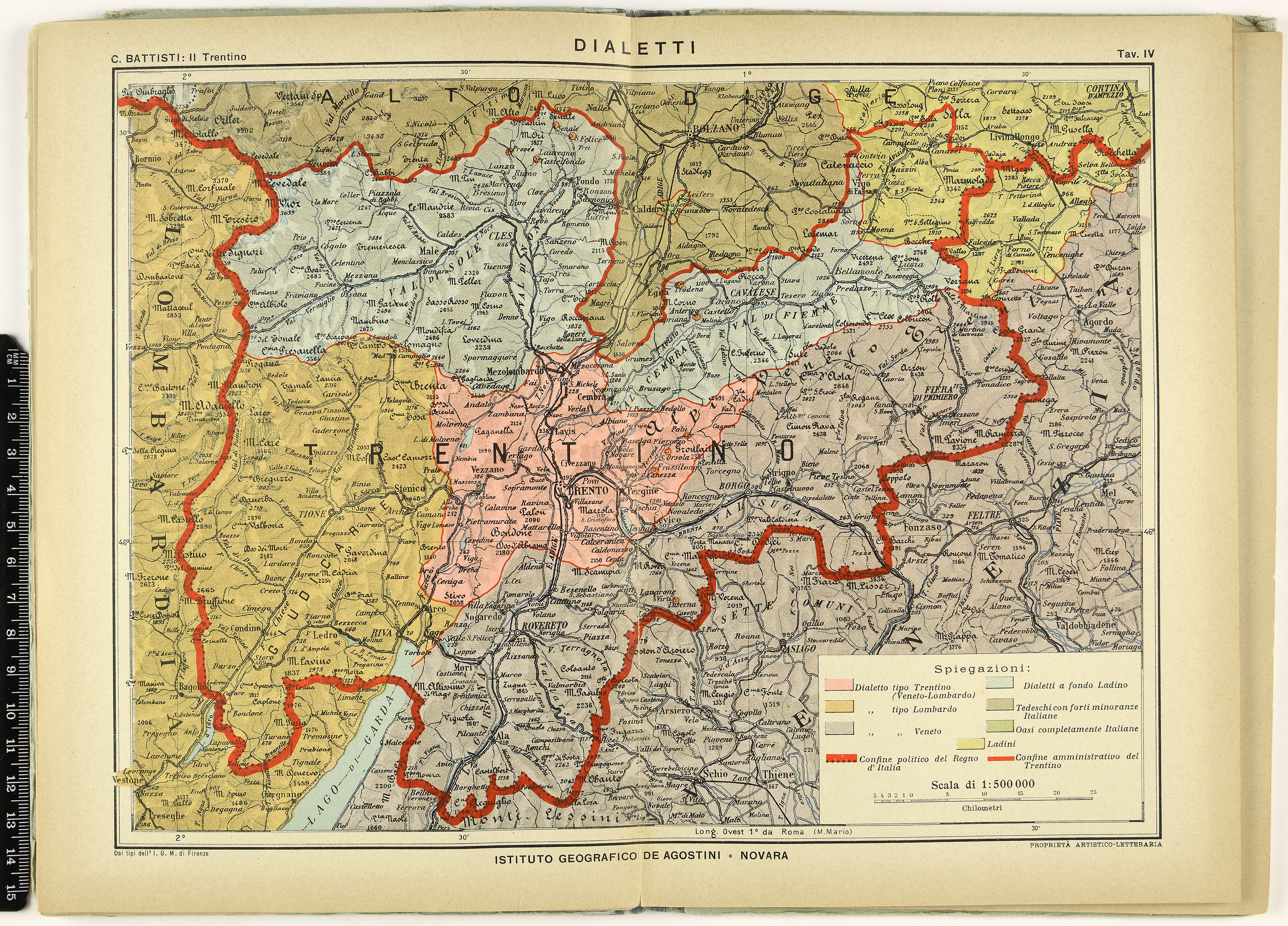
Dialetti trentini nel 1915.

La storia dei dialetti trentini è legata alla stratificazione degli eventi storici e a come territori anche vicini abbiano subito influssi differenti nel corso dei secoli. La paleontologia, grazie alle ricerche sulle stazioni neolitiche, stabilisce evidenti contatti tra gli oggetti in bronzo e in argilla scoperti nella pianura padana e quelli rinvenuti nelle valli trentine, per cui i primi abitanti di quest'ultimo territorio furono di origine retica: le sue condizioni etniche coincidevano in via generale con quelle delle vicine regioni italiane occidentali e meridionali. Il secondo elemento etnico anteriore alla romanizzazione del paese sono i Galli Cenomani, la cui colonizzazione si estese a tutto il Trentino occidentale.
I primi contatti con i Romani risalgono al II secolo a.C.; nel 49 a.C. Tridentum viene eretto a municipio, mentre la romanizzazione delle valli, collegata allo sviluppo della rete stradale romana, avviene tra il I e il II secolo d.C. La creazione delle circoscrizioni municipali contribuisce a spiegare la formazione delle differenti varietà dialettali trentine: al municipio tridentino (assegnato alla tribù Papiria) era ascritta gran parte della attuale provincia trentina; al municipio di Feltre (assegnato alla tribù Menenia) apparteneva la Valsugana sino a Pergine; a quello di Verona (assegnato alla tribù Publilia) apparteneva la parte meridionale della Vallagarina; a quello di Brescia (assegnato alla tribù Fabia) il territorio delle Giudicarie, del Garda e la Valle del Chiese. La suddivisione dei principali gruppi dialettali (dialetti centrali, orientali, occidentali, meridionali) ripropone la suddivisione di quelle che furono le antiche circoscrizioni romane e più tardi ecclesiastiche.

## Distribuzione geografica
Fatta esclusione per le oasi linguistiche bavaresi mochene e cimbre e per le zone di lingua ladina, il territorio trentino si presenta, a grandi linee, ripartito in tre grosse aree linguistiche: quella occidentale lombarda, quella orientale veneta, e quella centrale, un tempo lombarda, oggi in avanzata fase di venetizzazione, divenuta difatti zona di transizione linguistica.
In senso stretto è il gruppo centrale a potersi definire dialetto trentino per antonomasia, essendo parlato anche nella città di Trento; inoltre gli altri due gruppi (occidentale ed orientale) appartengono senza soluzione di continuità ai continui linguistici lombardo e veneto.
Al Trentino centrale appartengono, dal punto di vista dialettale, il Basso Sarca, la Val d'Adige fino al confine linguistico, Cembra, Baselga di Piné e Bedollo nonché i paesi che formano l'altipiano di Pinè, il Perginese, Folgaria e Lavarone, Vallarsa e Terragnolo, il Cavedinese con Vezzano e Terlago, le Giudicarie di qua dal Durone. Da questa ampia area dialettale si stacca però la Valle dell'Adige al di sotto dei Murazzi “perché la parlata lagarina presenta tratti veronesi, […] che diventano ancora più evidenti nella parte bassa, tanto che definirei” - scrive la Anzilotti - “la parlata un dialetto trentino meridionale, di passaggio cioè fra il trentino centrale e il veronese, talora più vicino a questo che a quello".
Lo studioso di dialetti trentini Bruno Groff ha individuato almeno 400 parole di origine tedesca, frutto della secolare appartenenza austriaca oltre che del generalizzato contatto con le popolazioni germanofone comune a molte aree alpine. Alcune parole derivano direttamente dal tedesco standard, altre dall'Antico e Medio Alto tedesco, altre dal Gotico o dal Tirolese. Le più conosciute di queste parole sono forse i nomi canederli (dal tedesco Knödel, var. Knöderl), sgnàpa (grappa, dal tedesco Schnaps), matèla (dal tedesco tirolese Madel), Scizzeri o Sizzeri (sta ad indicare i bersaglieri tirolesi, dal tedesco Schützen), prosac (zaino, dal tedesco austriaco Prosách).

## Pronuncia nel dialetto trentino
La s sorda nell'inizio della parola, che "ha un suono alveolare che più che alla s italiana, che è sibilante pura, assomiglia a quello di sc di parole come scena, disciplina." La s trentina sonora, o aspra, è di suono più rimesso (casa, asen, rosa, accusa) e corrisponde grosso modo alla j o g francese, come journal, gentil.
La z, pronunciata nel dialetto trentino ed in veneto, manca dell'elemento occlusivo. Suona come una s pura; "così se, per esempio, un insegnante trentino avesse da dettare ad un ingenuo alunno toscano le parole mazzo (z sorda) e azoto (z sonora), le troverebbe poi scritte come masso e asoto. Accoppiata con altre lettere la z ha due diversi suoni, il primo detto aspro (carrozza, prezzo), il secondo detto rozzo e meno usato dai toscani (orzo, zanzara, zelo). Quest'ultimo tipo di z nel dialetto trentino si trasforma in c, specie quando unita alla vocale e (zedevole, zedro, zelebre, zena, zento, ecc.)
Tra i tratti linguistici tipicamente lombardi più significativi troviamo la caduta delle finali diverse da –a, l'esito é di Ĕ latina in sillaba libera (che nell'area veneta dà come esito –iè), la presenza delle vocali turbate ö e ü, la palatalizzazione del plurale dei nomi e degli aggettivi uscenti in –t; ovviamente sono tratti maggiormente diffusi nell'area dialettale lombarda, ad ovest.
Tratto tipico del lombardo e anche del veneto di koinè è l'esito -èr di -arius, -aria latino.
Tratti venetizzanti sono invece la dittongazione di Ĕ breve latina in sillaba libera, la presenza di finali atone diverse da –a e l'assenza delle vocali turbate.
Altre caratteristiche linguistiche diffuse nel territorio trentino sono inoltre quelle cosiddette alpine o semiladine, derivate da un influsso o substrato retoromanzo. Si tratta di caratteristiche che tuttavia possono interessare tutto l'arco alpino, si riscontrano infatti in piccola misura anche nelle valli provenzali e franco-provenzali del Piemonte, e sono ben evidenti nel lombardo di Sondrio e Bormio, oltre che ovviamente nella lingua ladina, in quella friulana ed in quella romancia. In Trentino sono presenti in Val di Non, in Val di Sole, in Val Rendena, nella Val di Ledro superiore, quindi all'interno del gruppo dialettale occidentale di tipo lombardo: con similitudini che nella fattispecie sembrano rimandare più all'area romancia che a quella ladina delle dolomiti.
I principali tratti alpini-retoromanzi sono la palatalizzazione di ca e ga latino in cia e gia, la conservazione dei nessi con l, la velarizzazione di l preconsonantica e il passaggio di qu a c ([k]).
Secondo gli studiosi, la costruzione delle frasi "Verbo + locativo" usata nel dialetto trentino, è derivata dall'uso dei verbi separabili delle lingue germaniche, come ad esempio "vender fora tut" e il tedesco "ausverkaufen; ich verkaufe alles aus".. 

## Grammatica di base

### Coniugazioni
Le coniugazioni nei dialetti trentini sono tre: -ar,-er,-ir.
Come tutte le lingue parlate i dialetti trentini possiedono verbi irregolari come: dir (dire), bever (bere) ecc.
Queste sono le declinazioni regolari del presente indicativo attivo:
| *magnar (mangiare)                             | *meter (mettere)             | *sentir (sentire)                 | *èser (essere)       | aver (avere)                         |
| ---------------------------------------------- | ---------------------------- | --------------------------------- | -------------------- | ------------------------------------ |
| mi magno                                       | mi méto                      | mi sènto                          | mi son/som/sont      | mi gh'ho                             |
| ti te magni/magne                              | ti te méti/méte              | ti te sènti/sénte                 | ti te séi/sé         | ti te gh'hai/gh'è                    |
| lu/elo 'l magna                                | lu/elo 'l méte               | lu/elo 'l sènte                   | lu/elo 'l èi/l'è     | lu/elo 'l gh'ha                      |
| ela la magna                                   | ela la méte                  | ela la sènte                      | ela la è             | ela la gh'ha                         |
| noi magnan/magnam/magnen/magnem/magnémo/magnón | noi métén/métém/metémo/metón | noi sentìn/sentìm/sentìmo/sentión | noi sén/sém/sémo/són | noi gh'aven/gh'avem/gh'avémo/gh'avón |
| voi/voe magnè/magnà/magnào                     | voi/voe meté/metéo           | voi/voe sentì/sentìo              | voi/voe sé/séo       | voi/voe gh'avé/gh'avéo               |
| lori i magna                                   | lori i méte                  | lori i sènte/sénte                | lori i é             | lori i gh'ha                         |
| lore le magna                                  | lore le méte                 | lore le sènte/sénte               | lore le é            | lore le gh'ha                        |

Nella seconda e terza persona singolare e nella terza persona plurale, accanto al pronome (spesso non espresso) vi è una particella: ti te; lu/el/elo 'l, ela la; lori i, lore le. Spesso la particella è posta fra il pronome e il verbo declinato, oppure se non espresso prima del verbo declinato (es. ti te magni o te magni; el 'l magna o 'l magna). Nelle domande è anche tuttavia possibile porlo a fine verbo declinato (es. Ti te magni? o Magnet?; Elo 'l magna? o Magnel?; Lori i léze? o Lézéi?). Segue un esempio con un verbo irregolare come èser: Ti te sei? / Set?; El l'è? / Èlo?; Lori i è / Èi? Tali particelle saranno trattate in questo testo col nome di particelle arritiche della seconda e terza persona (dal greco ἄρρητος, misterioso).

### Particelle pronominali
Per descrivere come funzionano le particelle pronominali coniughiamo il verbo ciamarse (= chiamarsi):
Mi me ciamo

Ti te te ciami

Lu 'l se ciama

Noi ne ciamén

Voi ve ciamé

Lori i se ciama
Notiamo come le particelle arritiche cadano quando è presente una particella pronominale; non è però obbligatorio: possono anche essere mantenute (es. ti te te ciami; el 'l se ciama; lori i se ciaman).

### Terminazioni
Le terminazioni dei sostantivi sono diverse; queste sono le principali:
- -l es: cunèl (coniglio), cortèl (coltello) con plurale in I al posto della L: cunèi, cortèi;
- in consonanti varie: alber (albero), cagn (cane) con al plurale aggiunta di i: alberi, cagni;
- per i nomi terminanti in vocale il plurale è come in italiano es: gata (gatta, ma anche "groviglio di polvere") diventa gate.

## Esempi
Alcuni esempi possono essere utili per meglio identificare le varietà linguistiche del Trentino, anche tenendo presente la suddivisione linguistica precedentemente descritta.

### Frasi comuni
| Italiano         | Dialetto della città di Trento    | Dialetto cembrano               | Dialetto valsuganotto orientale | Dialetto della val Rendena | Dialetto della Val di Fiemme (da Ziano a Molina) | Dialetto Solandro (Bassa Val di Sole) | Dialetto specifico di Predazzo (Alta Val di Fiemme) |
| ---------------- | --------------------------------- | ------------------------------- | ------------------------------- | -------------------------- | ------------------------------------------------ | ------------------------------------- | --------------------------------------------------- |
| Come ti chiami?  | Come te ciamet?\Come te te ciami? | Come te ciames?\Che gas en nom? | Come te ciamitu?                | Cumi ti ciamat?            | Come te ciames? / Come te ciames pó?             | Come te ciames?                       | Come te ciames?                                     |
| Quanti anni hai? | Quanti ani gat?                   | Quanti ani gas?                 | Quanti ani ghetu?               | Quanc' ain ghet?           | Quanti agni as? / Quanti agni as pó?             | Quanti ani g'has?                     | Quanti agn as?                                      |
| Vado a casa.     | Vago/Vo a ca.                     | Von a cà.                       | Vo a casa.                      | Vu a cà.                   | Vago a casa                                      | Von a casa                            | Vaghe a casa                                        |
| Sono di Trento.  | Son de Trènt                      | Son da Trent.                   | Son de Trènto.                  | Su da Trent.               | Son da Trento                                    | Son da Trent                          | Son da Trent                                        |
| Dove abiti?      | En do abitet?                     | 'N do abites?                   | 'N do abititu?                  | 'N du abitat?              | Nde stas de casa? / Nde abites?                  | 'ndo abites?                          | Onde abites?                                        |

### Un brano dalla fiaba "Il corvo e la volpe"
Il seguente brano è tradotto in italiano dalla variante trentina della favola.
Italiano
La volpe era ancora affamata quando vide un corvo con un pezzetto di formaggio nel becco. "Quel pezzo lì mi piacerebbe", pensa fra di lei, e poi dice al corvo: "Che bello che sei! Se il tuo canto è tanto affascinante quanto il tuo aspetto, di sicuro sei il più bello di tutti gli uccelli!
Dialetto della città di Trento
La volp l'èra ancor famada, quan che la vede en corf con en tochet de formai en tel bech. "Quel toch lì 'l me piaseria", la pensa 'ntra de ela, e la ghe dis al corf: "Che bel che te sei! Se 'l to cantar l'è sì bel come la to cera, de sicur te sei 'l pù bel de tüti i osei!"
Dialetto rurale (Valle dell'Adige)
La bòlp l'èra sfamada. Nte che éla la ve en corf con en tòch de formài ntél bèch. "Chel li el 'l me saverìa bon", la gà pensa ndrà de éla, e la ghe diz al córf: "Che bèl che te séi! Se el to cantàr l'èi cossì bèl com la to aparénza, segur che te séi el pù bèl de tüti ei ozèi!"
Dialetto pinetano (Altopiano di Piné)
La bólp la era ancor famàda, 'n de quela (o 'n quan o quan) che la vede en còrf con en tòch de formài 'n del bèch. "Quel lì el me saverìa bon", la pensa 'n tra de ela, e pò la ghe dis al corf: "Che bel che te sei! Se 'l to cantar l'è cossì bel come 'l bel che te sei de fóra, de segùr che te sei el pù bel de tuti i osèi!"
Dialetto di Giovo (bassa val di Cembra)
La bolp l'èra de no(v)o famàda, en te quela la vede en corvo con en tòchetin de formài en tel bèch. "Quel toch lì el me saverìa bon", la se pensa ntra de ela, e la ghe dis al corvo: "Che bel che ses! Se 'l to cantar l'è sì bel come che vardes for, de segur ses el pù bel de tuti i osei!"
Dialetto rurale (Vallagarina)
La volp l'era ancora famàa, quan' che la vede en corf con en toch de formai en del béch. "Quel lì el me saveria bom", la pensa tra de ela, e la ghe dis al corf: "Che bel che te sei! Se 'l to cantar l'è cossita bel come la to cera, de sigur te sei el pù bel de tuti i osei!"
Dialetto trentino occidentale (Val Rendena)
La bulp l'era amú famada, quan ca la vicc in còrf cunt in tòch di furmài int al böch. "Cul lì al mi pararìa bon", l'ha pinsà tra di öla, e la ghi dis al corf: "Chi bèl ca ti sé! S'al tò cantàr a lé bèl cumi al tò vardàr fò bèn, di sicör ti sé al pu bèl di tucc gli usèi!"
Dialetto rurale (Giudicarie Esteriori)
La bolp l'èra amò famada. 'Nde quela la vede na grola cont en tòch de formài ntél bèch. "Quel lì el me saverìe bon", l'ha pensa ntrà de éla, e la ghe dis ala grola: "Che bela che te sé! Se l'to cantar l'è bel come che te varde fora, de sigur te sé el pu bèl de tuti i osèi!"
Dialetto rurale (Banale)
La bolp l'èra famada. 'Nde quela la vede na grola cont en tòch de formài ntél bèch. "Quel lì el me saverìa bon", l'ha pensa ntrà de éla, e la ghe dis ala grola: "Che bela che te sé! Se l'to cantar l'è bel come che te varda fora, de sigur te sé el pu bèl de tuti i osèi!"
Valsuganotto orientale (Valsugana)
La bolpe l'èra slubià. Indana la vede en corvo con en tòco de formài ntél bèco. "Quel là el me savarìa bón", la pensa entro de ela, e la ghe dir al còrvo: "Che bèlo che te si! Se el to cantàr l'è cosìta bèlo come che te 'mpari fóra, de sicuro te sì el pù bèlo de tuti i usèi!"
Dialetto fiamazzo (Val di Fiemme)
La volpe / bolpe l'era ancora famàda quànche la vede / vé n còrvo con n tòco de formàe tel bèco. "Quel là l me saverìa bòn" la pensa n trà de ela, e la ghe dìs al còrvo: "Che bèl che t'es! Se l tò cantàr l'è bèl come che te vàrdes föra, de segür t'es l pü bèl de tüti i océ!"
Dialetto predazzano (Alta Val di Fiemme)
La volp l'èra ancora famàda cande la vé 'n còrf con en tòk de formài tel bèk. "Chel tok 'l me sàverie bòn", la pensa n'trà ela, e la ghe dìs al corf: "Che bèl che t'es!  Se 'l tò cantàr l'è bèl come che te vàrdes föra, de segur t'es 'l pú bèl de tuti i osei!"
Dialetto primierotto (Primiero)
La bolp la èra denòu famaða. Intant la vet en crò co 'n tòch de formài 'ntél bèch. "Quel là sì che 'l me saerìe bon", la pensa entre de éla, e la ghe dis al crò: "Che bèl che ti sé! Se 'l to cantàr el é sì bèl fà cuel che te se vet, de segur ti sé el pì bèl de tuti i ausèi!"
Dialetto solandro (Val di Sole)
La bolp la era amò famada e 'nte quela l'ha vist en corf con en toc de formai ent el bec. "El me piaserò chel toc if", l'ha pensà entra de ela, e la ghe dis al corf: "Che bel che es! Se el tò cantar l'é tant bel quant che es bel ti, de sigur es el pu bel fra i aucei!"
Lingua veneta (dialetto di transizione)
Ła volpe ła zera de novo sidià, co ła ga catà on corvaso co on toco de formai inte el beco. "Chel toco el me piazaria", ła pensa intrà de eła, e ła ghe dize al corvaso: "Che beło che te si!" Se el to cantar l'è cusita beło cofà ła to siera, de seguro te si el pi beło de tuti i ozełi!.

## I dialetti trentini nel mondo
I dialetti trentini sono ancora parlati in alcune colonie fondate dagli emigranti che partirono dal Tirolo Italiano tra 1870 e 1914. Queste isole linguistiche si conservano soprattutto in Brasile ed Argentina. In alcune città brasiliane come Rio dos Cedros, Rodeio, Nova Trento e Piracicaba (Colonia Tirolesa) i dialetti trentini sono infatti ancora parlati dai discendenti (anche se non vengono riconosciuti come lingua ufficiale) e vengono detti dialèt tirolés.
Nell'attuale Bosnia ed Erzegovina sorge il villaggio di Štivor, i cui abitanti discendono da emigranti della Valsugana, che partirono nei tempi in cui il Trentino (allora Tirolo Italiano) era parte dell'Impero Austroungarico, che comprendeva anche la Bosnia. L'esodo avvenne per motivi ambientali: negli anni '80 del XIX secolo un'inondazione dovuta all'esondazione del fiume Brenta costrinse una parte della popolazione ad emigrare.